# Bocos de Duero
Bocos de Duero település Spanyolországban, Valladolid tartományban. Bocos de Duero Curiel de Duero, Valdearcos de la Vega, San Martín de Rubiales, Castrillo de Duero és Peñafiel községekkel határos. Lakosainak száma 81 fő (2024).

## Népesség
A település népessége az utóbbi években az alábbiak szerint változott:
| Lakosok száma | 84   | 74   | 64   | 66   | 63   | 57   | 60   | 75   | 85   | 81   |
|               | 2001 | 2004 | 2007 | 2009 | 2012 | 2014 | 2017 | 2019 | 2022 | 2024 |